# Notophthiracarus nigerrimus
Notophthiracarus nigerrimus är en kvalsterart som först beskrevs av Berlese 1920.  Notophthiracarus nigerrimus ingår i släktet Notophthiracarus och familjen Phthiracaridae. Inga underarter finns listade i Catalogue of Life.